# Лунное затмение 4 июня 2012 года
| Полное Лунное затмение 4 июня 2012 года | Полное Лунное затмение 4 июня 2012 года |
| --------------------------------------- | --------------------------------------- |
|                                         |                                         |
|                                         |                                         |
| Продолжительность фаз (час: мин: сек)   |                                         |
| Частная                                 | 2:06:35                                 |
| Полутеневая                             | 4:30:02                                 |
| Моменты касаний (UTC)                   |                                         |
| P1                                      | 8:48:11 UTC                             |
| U1                                      | 9:59:53 UTC                             |
| Максимум                                | 11:03:12 UTC                            |
| U4                                      | 12:06:28 UTC                            |
| P4                                      | 13:18:13 UTC                            |
|                                         |                                         |

Частное лунное затмение состоится 4 июня 2012 года. Луна будет покрыта примерно на одну треть тенью Земли при максимальной фазе затмения. Часть Луны будет в полутени и значительно потускнеет. Это первое из двух лунных затмений в этом году, второе произошло 28 ноября 2012 года.

## Видимость
По прилагаемой ниже схеме видно, что полной картиной затмения могут полюбоваться лишь жители восточной части Австралии, Тихого океана и западной части Аляски. Жители дальнего востока смогут пронаблюдать затмение на восходе Луны. А затмение на закате смогут увидеть жители Северной и Южной Америки.